# سیارک ۲۱۵۵۹
سیارک ۲۱۵۵۹ (به انگلیسی: 21559 Jingyuanluo، نامگذاری:1998QE78) بیست و یک هزار و پانصد و پنجاه و نهمین سیارک کشف شده‌است که در ۲۴ اوت ۱۹۹۸ کشف شد.
قدر مطلق سیارک برابر ۲۴.۵ است.